# Maripanus quadrimaculatus
Maripanus quadrimaculatus är en skalbaggsart som först beskrevs av Germain 1892.  Maripanus quadrimaculatus ingår i släktet Maripanus och familjen långhorningar. Inga underarter finns listade i Catalogue of Life.